# Dischord Records

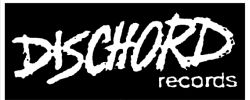

La Dischord Records è un'etichetta discografica con sede a Washington, specializzata in musica punk/hardcore della prolifica scena hardcore locale.

## Storia dell'etichetta
L'etichetta è gestita da Ian MacKaye e Jeff Nelson, che l'ha fondata nel 1980 per pubblicare i dischi di gruppi punk hardore locali. Gruppi come Teen Idles, Minor Threat, Fugazi, Embrace (Ian MacKaye ha fatto parte di tutte le quattro band citate), Rites of Spring, Nation of Ulysses, Gray Matter e Dag Nasty, hanno pubblicato dischi su Dischord. Da notare come l'etichetta negli anni ha mantenuto un'etica strettamente "fai-da-te" (do-it-yourself), producendosi i dischi e gestendo la distribuzione da sola.
Anche la registrazione e la produzione dei dischi è quasi sempre avvenuta (fin dagli albori dell'etichetta) nello studio personale e molto casalingo di MacKaye e Nelson: gli Inner Ear Studios.
Interessante anche la "politica" dell'etichetta, basata su prezzi imposti dei dischi, ristampe continue (per evitare rarità), e la decisione produrre solo band provenienti dall'area DC. Uniche eccezioni i Lungfish (con Sean Meadows dei June of 44), di Arlington, VA (località distante una manciata di km da Washington, in effetti) e i Trusty, originari dell'Arkansas, che si trasferirono a Washington proprio per poter uscire su Dischord.
L'etica e la notevole coerenza della Dischord sono state involontariamente minate nel 2005 quando la Nike ha prodotto una pubblicità per le sue scarpe la cui grafica si rifaceva esplicitamente a quella del primo album dei Minor Threat. Nonostante i grafici che hanno prodotto l'immagine hanno riferito di averla pensata come un "tributo" alla Dischord, l'etichetta è stata costretta a passare per vie legali per poter difendere la propria reputazione poiché non era stato chiesto alcun permesso né vi è stato alcun accordo fra Nike e Dischord Records, i cui valori sono ovviamente antitetici.
La Dischord è stata un'etichetta discografica fondamentale nei primi anni dell'hardcore punk ed una delle più famose etichette indipendenti insieme alla Alternative Tentacles. Le prime produzioni della Dischord sono relativamente molto ben fatte comparate con altre uscite punk e hardcore dell'epoca. I primi lavori dei Minor Threat sono un esempio di questo.
La Dischord resta un punto di riferimento fondamentale per la cosiddetta "scena indipendente" Americana ed anche Europea. Da anni ormai l'etichetta ha allargato i propri orizzonti musicali pubblicando dischi che sebbene non possano più essere definiti come strettamente "punk" o "hardcore" mantengono intatto l'approccio che caratterizzò questi generi musicali.
Tra i gruppi approdati alla Dischord, rilevanti sono Q and Not U(scioltisi però nel 2005), El Guapo, Black Eyes e Medications. Gli El Guapo hanno cambiato nome in Supersystem e hanno firmato un contratto per la Touch & Go di Chicago, rendendo il loro suono ancora più ballabile.